# Tankschiffreederei Julius Schindler

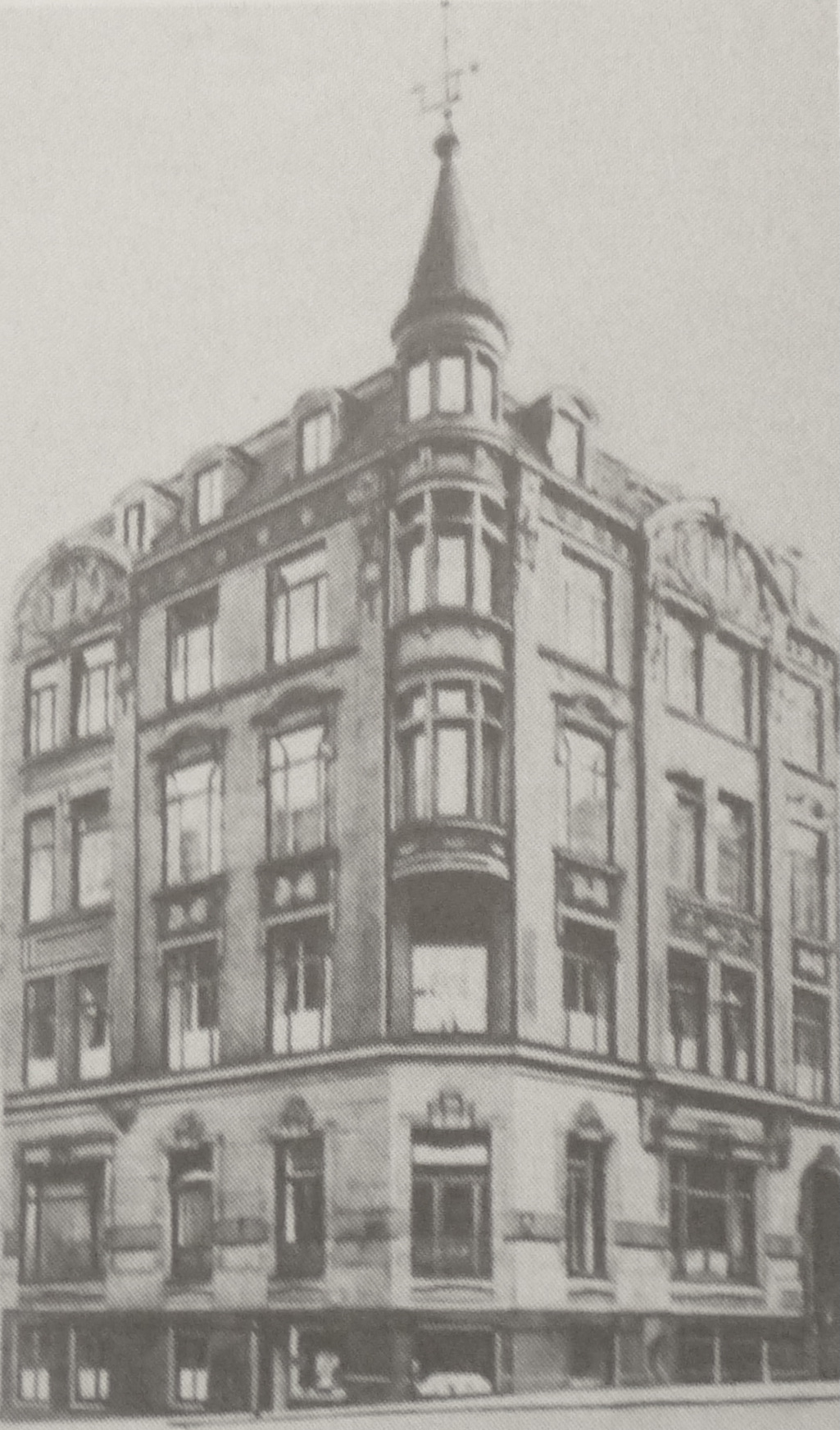
Das Kontorhaus Hohe Bleichen 28 in Hamburg, ab 1920 Unternehmenssitz der Oelwerke Julius Schindler G.m.b.H., ab 1927 auch der Tankschiff-Reederei Julius Schindler G.m.b.H.

Die Tankschiff-Reederei Julius Schindler G.m.b.H., deren Schiffe auf dem Atlantik, der Nord- und Ostsee eingesetzt wurden, um russisches Maschinenöl insbesondere in die Vereinigten Staaten zu exportieren und US-amerikanisches Mineralöl nach Europa zu importieren, wurde 1927 von dem in Hamburg tätigen Unternehmer Julius Schindler gegründet.
Die Reederei führte ein rotes S auf weißem Grund als Flagge. Sie kooperierte eng mit den Oelwerken Julius Schindler G.m.b.H. (OJS) und deren Raffinerien, die in Neuhof bei Wilhelmsburg, in Peine und in Oldenburg i. O. angesiedelt waren.

## Geschichte

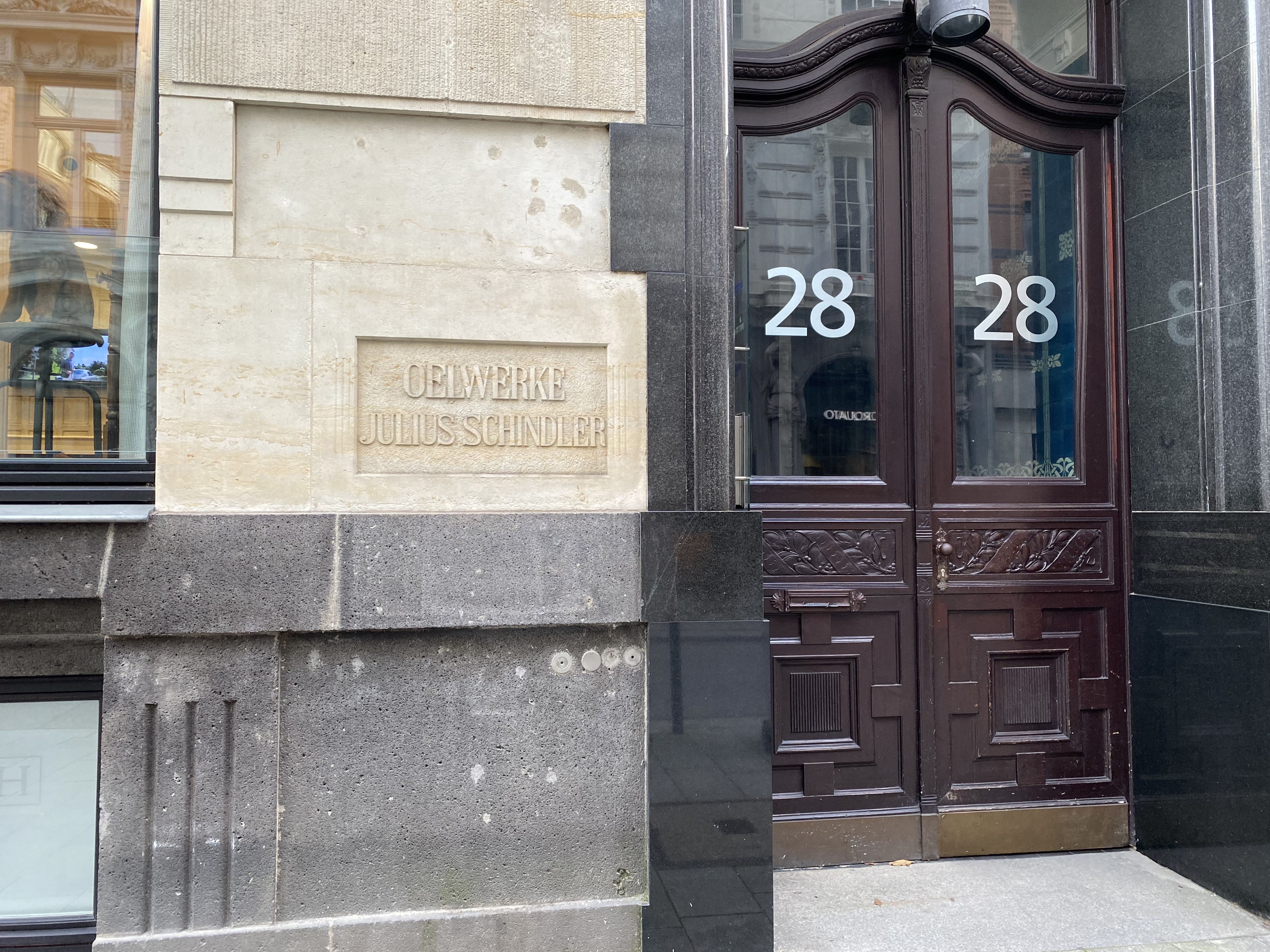
Firmenschild am Haus Hohe Bleichen 28, ab 1920

Der Ölkaufmann Julius Schindler gründete 1908 in Hamburg die Firma Julius Schindler Mineralöle mit Sitz an der Stadthausbrücke 3 für den Vertrieb einer russischen Mineralöl-Raffinerie. Sein Unternehmen hatte das Alleinvertriebsrecht für westeuropäische Länder sowie für Übersee. Bis 1914 exportierte es große Mengen sowjetisches Maschinenöl u. a. in die Vereinigten Staaten und importierte amerikanisches Mineralöl nach Europa. Während des Ersten Weltkrieges importierte er rumänisches Mineralöl nach Deutschland.
Im Jahr 1917 erwarb Schindler das Mineralölwerk Peine, das Minerölwerk Oldenburg i. O. und 1918 ein Mineralölwerk in Neuhof bei Wilhelmsburg, die er modernisierte, ausbaute und unter der Firmierung Oelwerke Julius Schindler G.m.b.H. (OJS) zusammenführte, deren Verwaltungssitz anfangs in der Mönckebergstraße 22 und ab 1920 im Kontorhaus Hohe Bleichen 28 war.
1927 wurde die Tankschiff-Reederei Julius Schindler G.m.b.H. mit Sitz in Hamburg gegründet, in die vier bereits vorhandene Schiffe eingebracht wurden. Das Unternehmen wurde von Julius Schindler, dessen jüngerem Bruder Isidor (geboren am 28. Februar 1881 in Mährisch-Trübau, Österreich-Ungarn; gestorben am 26. März 1943 im Vernichtungslager Sobibor) und seinem Schwager, dem promovierten Juristen Alfred Spitzer (geboren am 19. November 1888 in Teschen, Schlesien, Österreich-Ungarn; gestorben am 22. September 1941 in Los Angeles, Kalifornien, USA), genannt „Fredl“, geführt.

## Reedereibetrieb

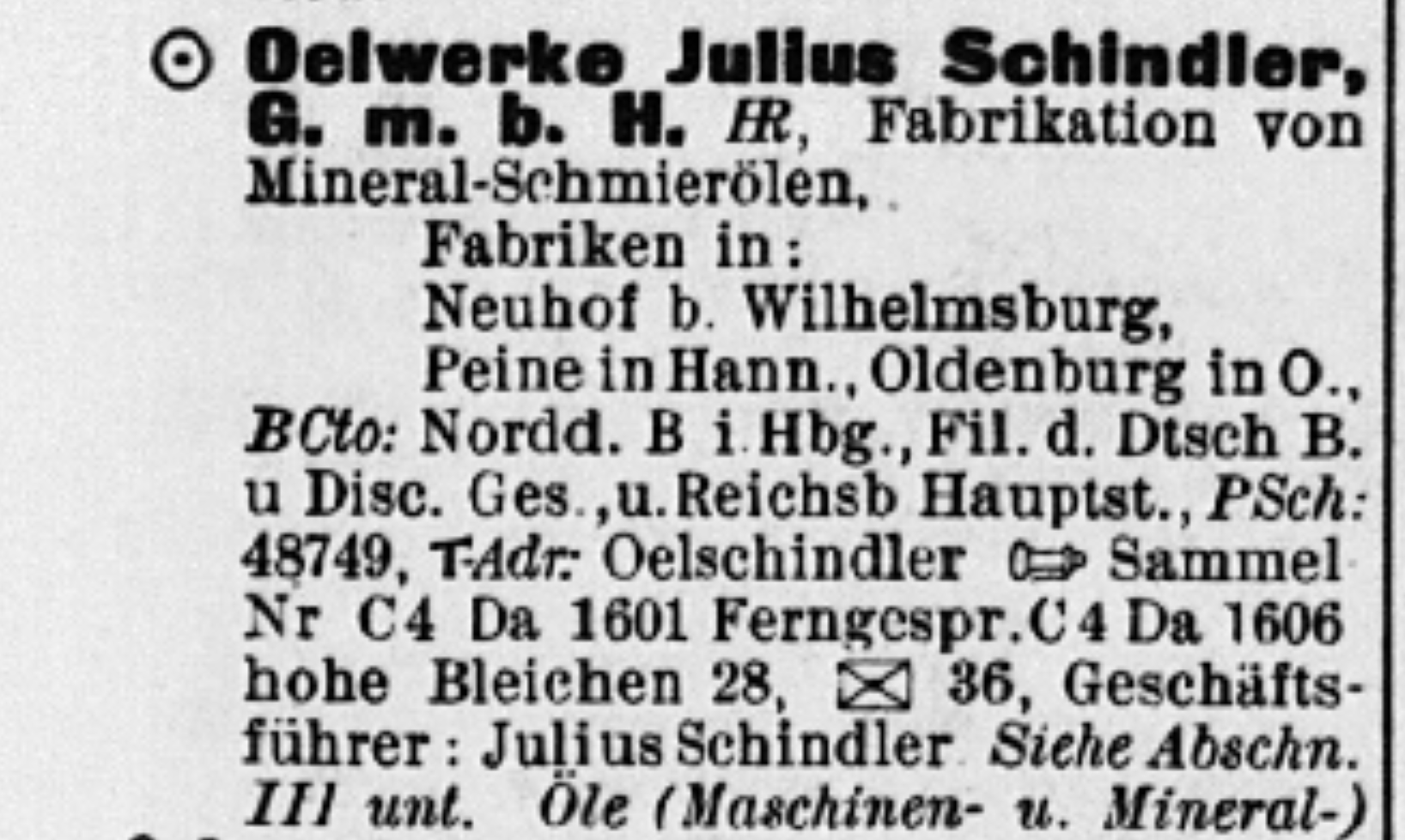
Oelwerke Julius Schindler G.m.b.H., Adressbucheintrag 1931

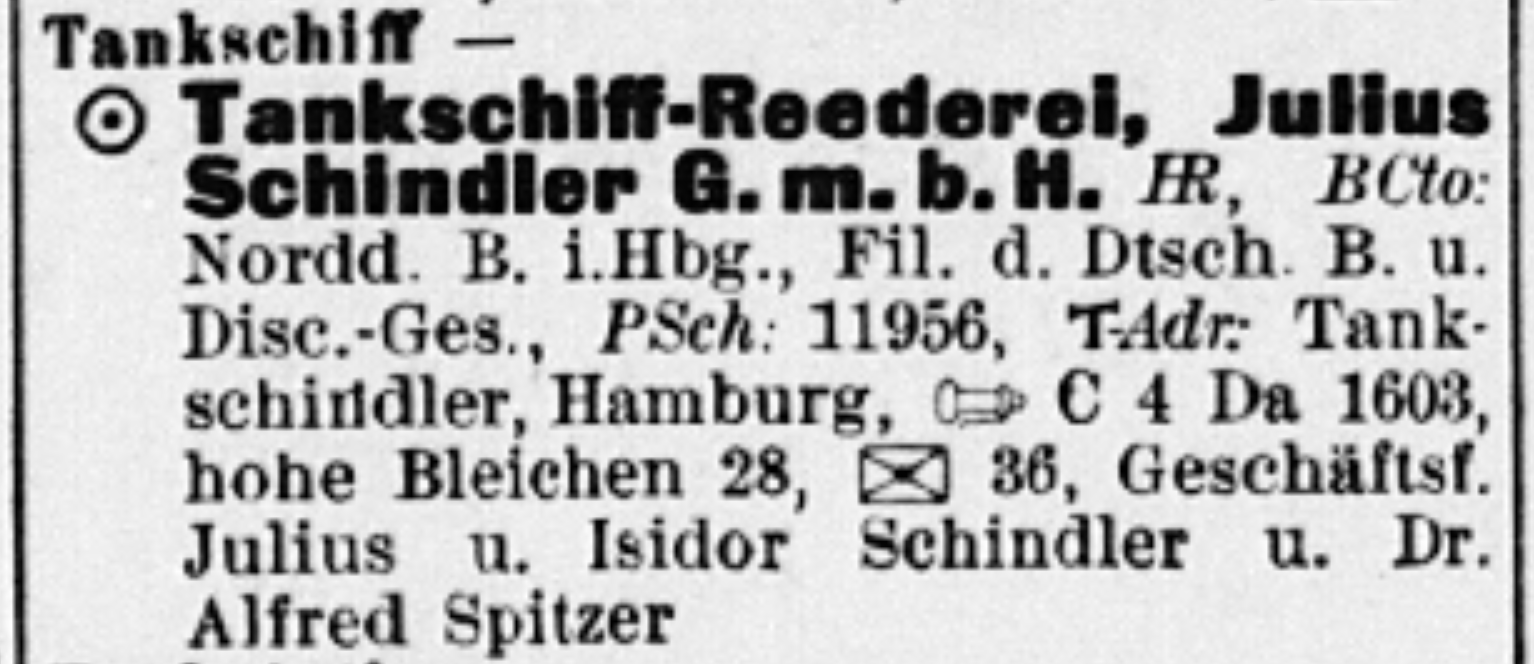
Tankschiff-Reederei Julius Schindler G.m.b.H., Adressbucheintrag 1931

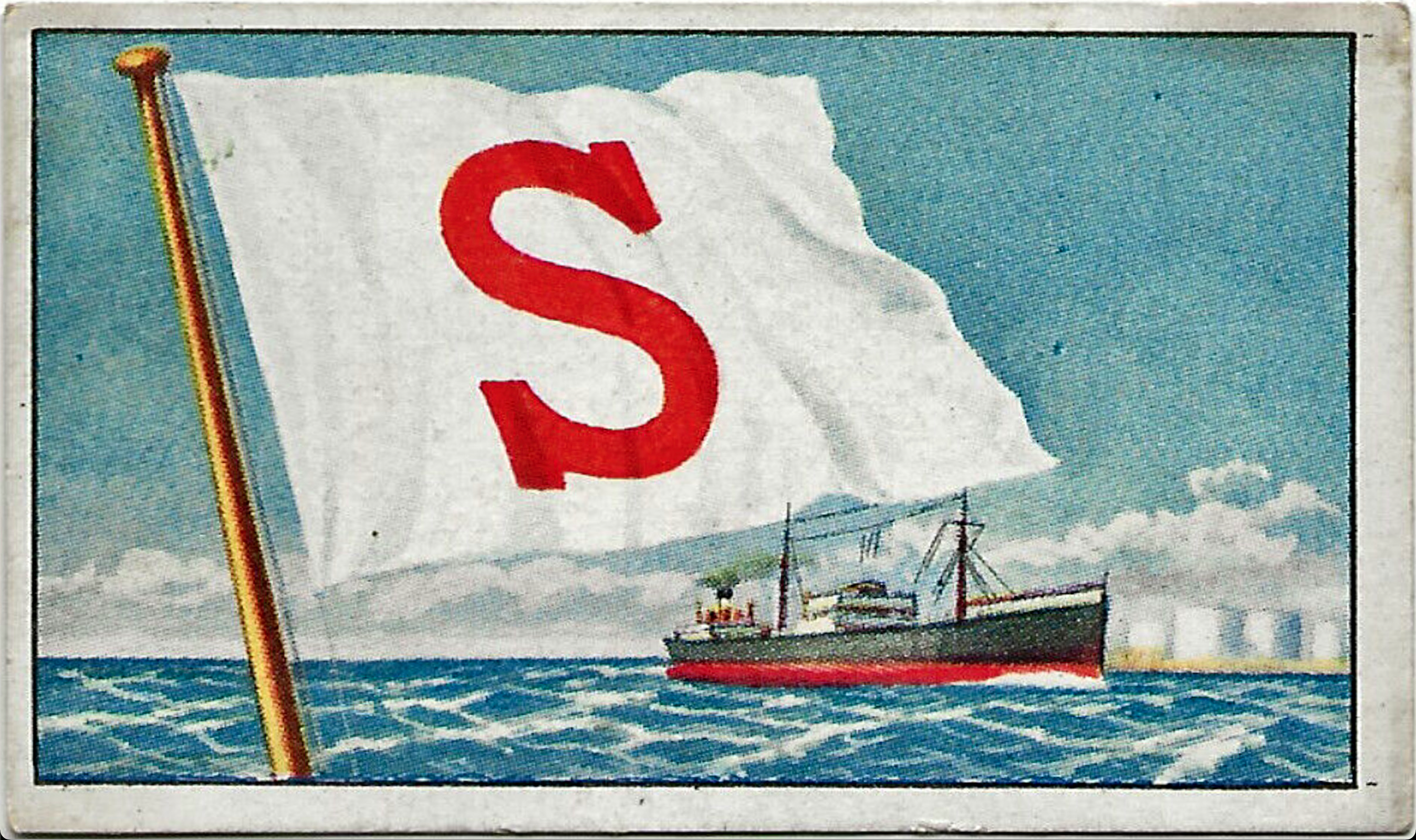
Flagge der Tankschiff-Reederei Julius Schindler G.m.b.H.

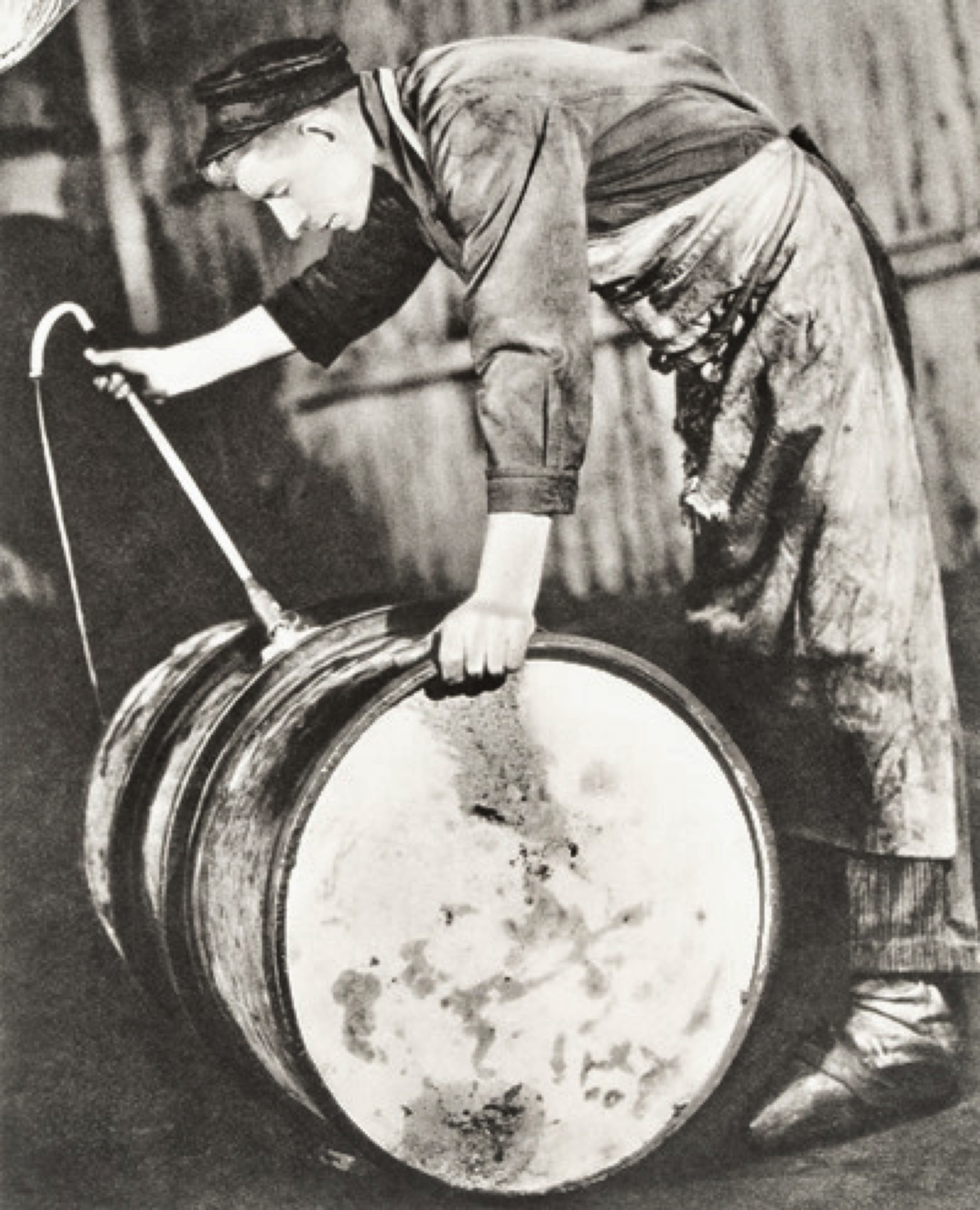
Arbeiter der Oelwerke Julius Schindler in Neuhof bei Wilhelmsburg, 1933

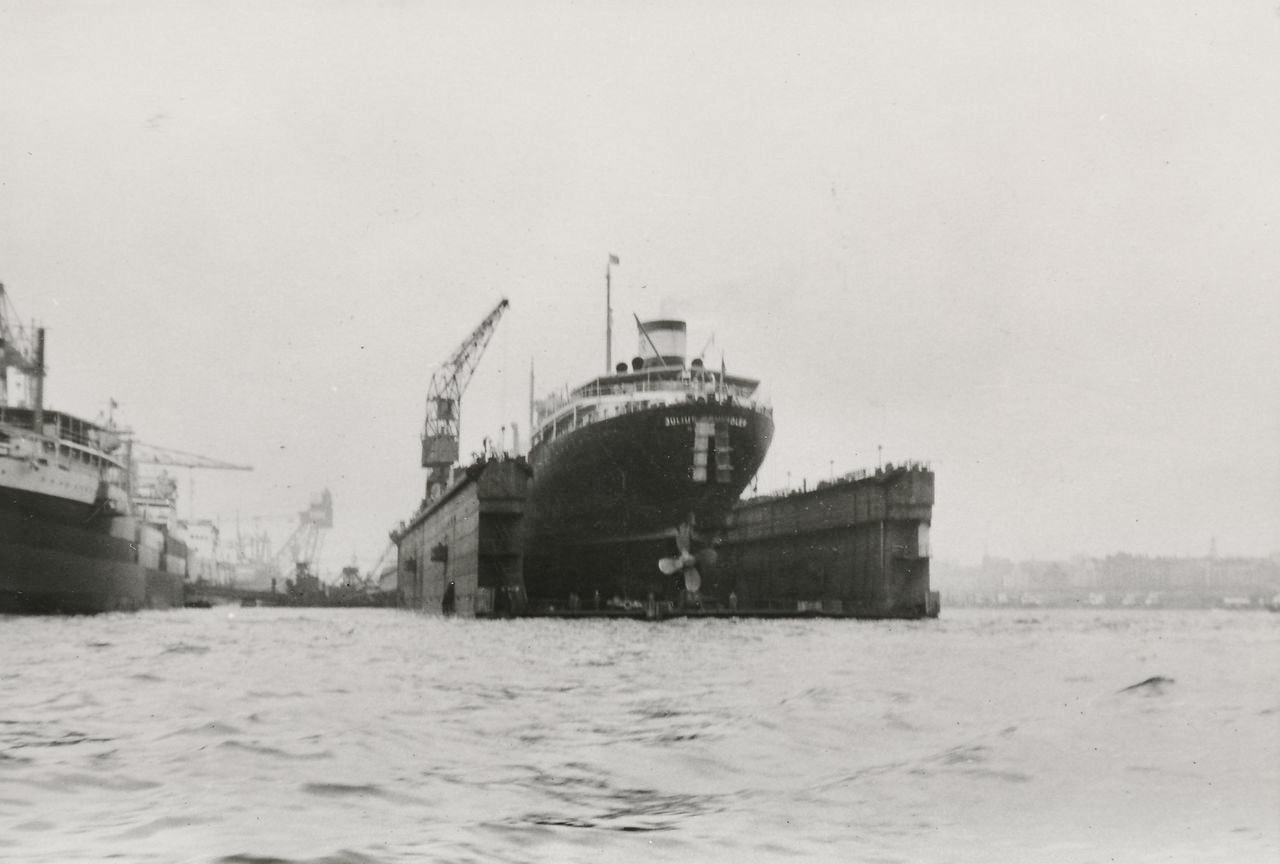
Tankschiff Julius Schindler in einem Schwimmdock des Hamburger Hafens. ca. 1955

Zum Transport verwendete das Unternehmen neben Kesselwaggons der Oelwerke Julius Schindler (OJS) insbesondere Tankleichter, die mit eigenen Verladebrücken be- und entladen wurden.
- Im Jahr 1920 erwarb Schindler den Schleppdampfer Mottlau zum Verschleppen seiner Tankleichter in der Nord- und Ostsee.[10]
- Der 1918 von der Wesermünder Werft G. Seebeck gebaute Tankleichter W 84 wurde 1920 als Oelschindler an die Oelwerke Julius Schindler geliefert und auf der Werft Nobiskrug in Rendsburg zum Tankmotorschiff Olifer umgebaut.[11]
- Der von der Werft G. Seebeck an die Kaiserliche Marine ausgelieferte Tankleichter W 85 kam als Tankmotorschiff Helios in den Besitz Julius Schindlers.
- 1921 lief der Neubau Julius Schindler mit 2.770 BRT und 3.950 tdw bei der Deutschen Werft für die Oelwerke Julius Schindler vom Stapel. 1939 wurde das Schiff verkauft und in Thalatta umbenannt. 1945 wurde es als Reparation beschlagnahmt und in Empire Tegaya umbenannt, 1946 nach Verkauf umbenannt in Artist, 1950 nach erneutem Verkauf in Astro, 1953 nach Verkauf in Franco Lisi, 1960 abgewrackt.[12]
- Für die Versorgung der Oelwerke Julius Schindler wurde 1922 der am 28. Februar 1889 bei Palmers' Shipbuilding & Iron Co. Ltd. in Jarrow vom Stapel gelassene Tankdampfer Astral, 1898 in den Niederlanden umbenannt in Salahadji, mit 2.280 BRT und 3.460 tdw für die Oelwerke Julius Schindler erworben, den er nach seinem Vater in Gustav Schindler umbenannte. Das Schiff strandete am 17. August 1928 und sank am 24. August 1928.[13]
- Der 1898 unter dem Namen Wasserfahrzeug III von der Lübecker Schiffswerft von Henry Koch an die Kaiserliche Werft Kiel abgelieferte Tankdampfer wurde ebenfalls 1922 von den Oelwerken Julius Schindler übernommen.
- Von der Hamburger Reiherstiegwerft wurde 1924 der Schleppdampfer Ölschindler VI abgeliefert.
- Der am 10. Januar 1901 von Armstrong-Whitworth vom Stapel gelassene Tankdampfer Kinsman, 1905 umbenannt in Winnebago, 1914 in Masconomo umbenannt, wurde 1927 von der Tankschiff-Reederei Julius Schindler G.m.b.H. übernommen und 1928 nach der Ehefrau Julius Schindlers in Irma Schindler umbenannt. 1931 verkauft, dto. 1936 nach Italien, umbenannt in Burano und erneut verkauft 1939. Am 8. September 1943 wurde das Schiff in Bordeaux von der deutschen Kriegsmarine beschlagnahmt. Es sank am 23. August 1944 vor Pauillac, Médoc.[14][15]
- Ein am 8. Dezember 1900 von Armstrong, Whitworth & Co Ltd. vom Stapel gelassener Tankdampfer Pinna mit 6.331 BRT und 8.960 tdw, 1901 an Shell ausgeliefert, 1917 umbenannt in British Earl, wurde am 2. September 1929 von der Tankschiff-Reederei Julius Schindler G.m.b.H. als Tankschindler übernommen, aber 1931 nach Italien weiterverkauft, dort umbenannt in Trottiera. Ab 1942 für die USA als Orissa im Einsatz, ab 1944 für die US Navy als Malvern, ab 1945 wieder als Orissa.[16]
- Der Tankdampfer Gustav Schindler (II) mit 3.248 BRT und 5.170 tdw lief am 9. Juli 1892 in Newcastle upon Tyne als Astrakhan vom Stapel, wurde 1929 von der Tankschiff-Reederei Julius Schindler G.m.b.H. erworben und als Gustav Schindler (III) benannt. 1935 nach Italien verkauft, wurde das Schiff in Torcello umbenannt. Am 5. November 1941 sank das Schiff nach Torpedotreffer durch das sowjetische U-Boot SC 214.[17][18]
- Das Tankmotorschiff Oelschindler mit 1.533 BRT und 2.175 tdw, wurde 1935 von der Werft Nobiskrug in Rendsburg an die Oelwerke Julius Schindler ausgeliefert und schon 1936 anlässlich des Verkaufs an die Tankschiff-Reederei Julius Schindler in Gustav Schindler (IV) umbenannt. Es wurde ab 1941 von der Kriegsmarine für die 27. U-Flottille requiriert und in der Ostsee eingesetzt. Am 13. Oktober 1944 wurde es von dem sowjetischen U-Boot Lembit (S-4) durch zwei Torpedotreffer versenkt.[19]

## „Arisierung“
Die Oelwerke Julius Schindler und die Tankschiff-Reederei Julius Schindler G.m.b.H. wurden 1938 vom NS-Regime beschlagnahmt und „arisiert“.

## Nachkriegszeit
Nach dem Ende des Zweiten Weltkrieges wurde von den Oelwerken Julius Schindler keine eigene Reederei mehr betrieben. Die Seeschifffahrtsaktivitäten wurden von der Partenreederei Julius Schindler vertreten, die 1955 den Motortanker Julius Schindler  (12.821 BRT, 18.450 tdw) übernahm und von der Reederei Ernst Russ bereedert wurde.